# PW-3 Bakcyl
PW-3 Bakcyl – polski szybowiec szkolno-treningowy zaprojektowany na Politechnice Warszawskiej.

## Historia
W 1986 r. Zespół Technologii Lotniczych Konstrukcji Kompozytowych na Wydziale MEiL Politechniki Warszawskiej, kierowany przez dr. inż. Romana Świtkiewicza, przystąpił do opracowania nowego szybowca. Miała to być dwuosobowa konstrukcja służąca do szkolenia podstawowego, podstawowej akrobacji oraz lotów na termice. Zakładano, że szybowiec będzie wykorzystywany głównie do startów z lin gumowych i za wyciągarką dlatego też priorytetem było maksymalne zmniejszenie masy własnej.
W porównaniu do poprzednich konstrukcji, ULS-PW i PW-2 Gapa, nowa konstrukcja była zdecydowanie bardziej złożona. Zespół konstrukcyjny musiała na nowo opracować konstrukcję skrzydła, kadłuba z dwuosobową kabiną i zdwojonym układem sterowania, mocniejsze podwozie. Z poprzednich konstrukcji zachowano układ zastrzałowego górnopłata oraz usterzenie o profilu "płaska płytka". Pierwotnie zachowano konstrukcję hamulców aerodynamicznych w postaci obracanych owiewek na zastrzałach, później przeniesiono je na górną powierzchnie skrzydła.
W połowie 1986 r., na podstawie opracowanej dokumentacji, przystąpiono do budowy foremników do wykonania kadłuba, skrzydeł i usterzenia. Wykonane w nich elementy konstrukcyjne zaczęto montować w całość na początku 1987 r. Wykonano tylko jeden egzemplarz szybowca, który posłużył zarówno do prób statycznych i w locie. Budowę prototypu finansowano początkowo ze środków członów zespołu konstrukcyjnego, w późniejszym okresie konstruktorzy otrzymali wsparcie ze strony Departamentu Programowania i Organizacji Badań Ministerstwa Edukacji ·Narodowej.
Prototyp, o znakach rejestracyjnych SP-P500, został oblatany w dn. 14.08.1988 r. na lotnisku w Bielsku-Białej przez Januarego Romana. Szybowiec został dopuszczony do eksploatacji i jest używany do szkolenia na lądowisku Bezmiechowa przez Akademicki Klub Lotniczy Politechniki Rzeszowskiej ze znakami rejestracyjnymi SP-3500. W chwili uzyskania certyfikatu był najlżejszym szybowcem dwumiejscowym na świecie.
Szybowiec nie został dopuszczony do lotów nocnych, chmurowych oraz powyżej 4000 m.

## Konstrukcja
Dwumiejscowy zastrzałowy górnopłat o konstrukcji kompozytowej.
Skrzydło dwudzielne, o obrysie prostokątnym z trapezowymi końcówkami i ujemnym skosem o konstrukcji jednodźwigarowej, z jednoobwodowym kesonem i pasami dźwigara zbrojonymi rowingiem. Pokrycie w partii zadźwigarowej płócienne. Lotki typu Friese, laminatowe z kesonem i częścią spływową krytą płótnem z napędem popychaczowym. Zastrzały wykonane z rur duralowych. Hamulce aerodynamiczne płytowe, wysuwane z górnych powierzchni skrzydeł.
Kadłub o konstrukcji skorupowej z kompozytu szklano-epoksydowego. Kabina zakryta z miejscami w układzie tandem z fotelami pilotów wklejonymi na stałe, dostosowanymi do spadochronów plecowych. Przednia kabina wyposażona w pedały refulowane w locie. Osłona kabiny jednoczęściowa. Tablica przyrządów tylko w przedniej kabinie, wyposażona w prędkościomierz PR-250s, wysokościomierz W-12s, wariometr PR-03, zakrętomierz EZS-3, busolę BS-1. Radiostacja UKF typu RS-6101. Wyposażony w zaczep przedni do lotów holowanych i dolny do startu za wyciągarką. Do startu z lin gumowych jest przewidziany hak przedni oraz demontowalne ucho na osi koła.
Usterzenie w układzie klasycznym o konstrukcji kratownicowej z płóciennym pokryciem sterów i stateczników, na bazie profilu "płaska płytka" grubości 52 mm z napędem popychaczowym. Statecznik konstrukcji dwudźwigarowej z dźwigarami rurowymi. Usterzenie pionowe o obrysie trapezowym w postaci kratownicy, statecznik na stałe związany z belką ogonową, kryte w całości płótnem, napęd linkowy.
Podwozie stałe z amortyzowanym kołem głównym (adaptowane z szybowca SZD-50 Puchacz) i amortyzowaną płozą przednią, na końcu belki ogonowej umieszczona jest ochronna podpórka. Koło wyposażone w hamulec (nie sprzężony z hamulcami aerodynamicznymi).